# Kreis Rochlitz
| Landkreisdaten von 1990 bis 1994 | Landkreisdaten von 1990 bis 1994               |
| -------------------------------- | ---------------------------------------------- |
| Bundesland                       | Sachsen                                        |
| Regierungsbezirk                 | Chemnitz                                       |
| Verwaltungssitz                  | Rochlitz                                       |
| Fläche                           | 311 km²                                        |
| Einwohner                        | 48.100 (3. Oktober 1990)                       |
| Bevölkerungsdichte               | 155 Einwohner je km²                           |
| Kfz-Kennzeichen                  | T, X (1953–1990) TT (1974–1990) RL (1991–1994) |
| Kreisgliederung                  | … Gemeinden, 4 Städte                          |
| Letzter Landrat                  | Andreas Schramm (CDU)                          |

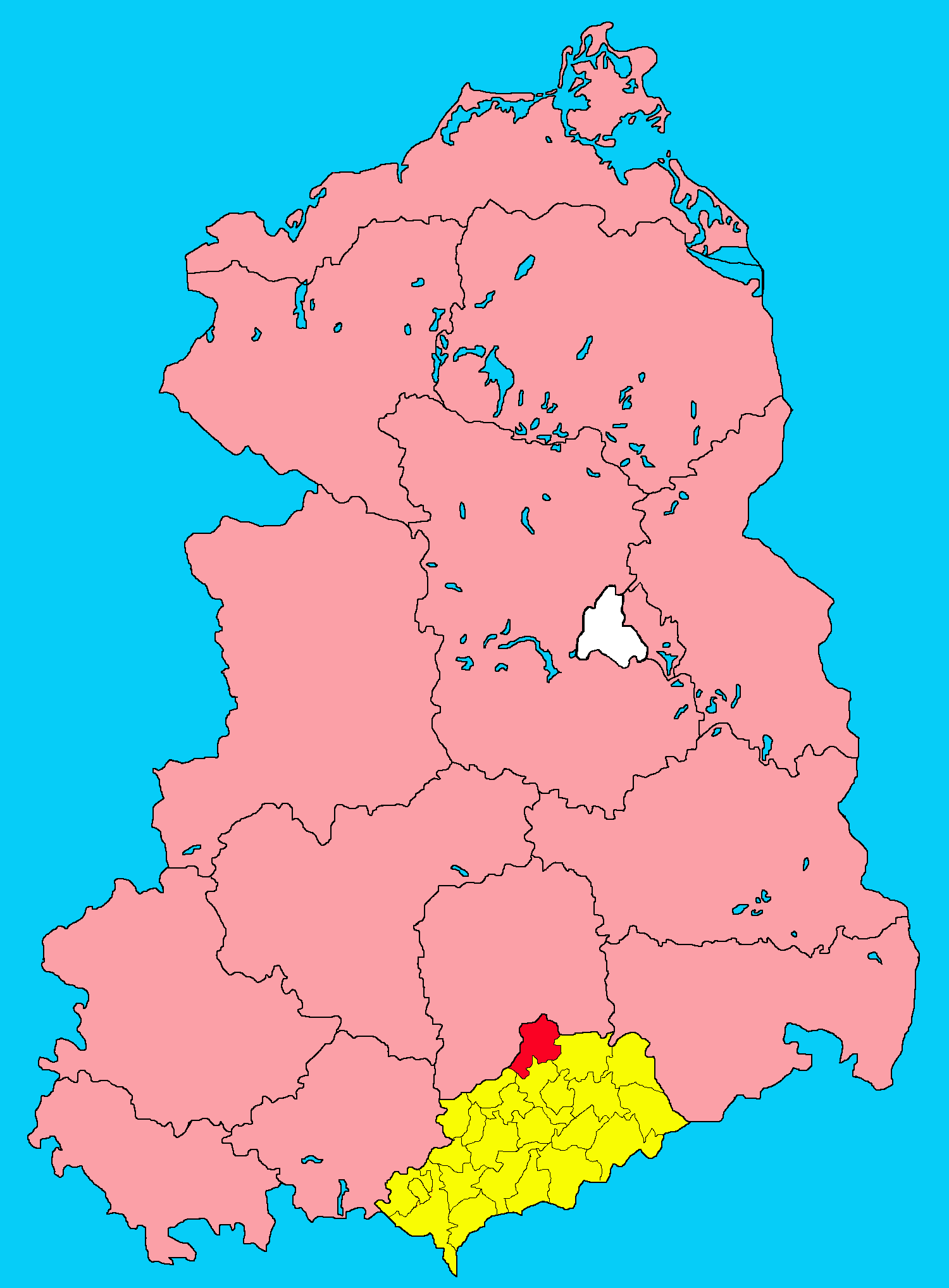
Kreis Rochlitz im Bezirk Karl-Marx-Stadt

Der Kreis Rochlitz war ein Landkreis im Bezirk Karl-Marx-Stadt der DDR. Von 1990 bis 1994 bestand er als Landkreis Rochlitz im Freistaat Sachsen fort. Sein Gebiet liegt heute hauptsächlich im Landkreis Mittelsachsen. Der Sitz der Kreisverwaltung befand sich in Rochlitz.

## Geographie
Der Kreis Rochlitz gehörte zum Bezirk Karl-Marx-Stadt und befand sich nordwestlich der Bezirkshauptstadt Karl-Marx-Stadt.

### Nachbarkreise
Der Kreis Rochlitz grenzte im Uhrzeigersinn im Norden beginnend an die Kreise Grimma, Döbeln, Hainichen, Karl-Marx-Stadt-Land (bis 1953 und ab 1990 Chemnitz-Land), Glauchau, Altenburg und Geithain.

### Naturraum
Das Gebiet des Kreises Rochlitz ist vom Mittelsächsischen Hügelland geprägt. Höchste Erhebung auf Kreisgebiet ist der Rochlitzer Berg mit 348 m ü. NN. Größtes Fließgewässer ist die Zwickauer Mulde, an welcher drei der vier Städte des Kreises liegen (Penig, Lunzenau, Rochlitz). Ein weiterer nennenswerter Fluss ist die Chemnitz, welche zwischen Göhren und Altzschillen in die Zwickauer Mulde mündet. Die größten Standgewässer sind der Stausee Weiditz und die ehemalige, wieder geflutete Sandgrube Biesern.

## Geschichte
Der Kreis Rochlitz ging aus der am 1. Januar 1939 in Landkreis Rochlitz umbenannten Amtshauptmannschaft Rochlitz hervor, die 1874 gebildet worden war. Der Amtshauptmannschaft bzw. dem Landkreis gehörte unter anderem bis 1924 und ab 1946 die Stadt Mittweida an. Zwischen 1948 und 1952 wurde die Anzahl der kreisangehörigen Gemeinden durch Zusammenlegungen und Eingemeindungen von 124 auf 72 verringert. Am 25. Juli 1952 erfolgte im Zuge der Bezirksbildung eine grundlegende Neugliederung der Kreise. 
Von den 90 Gemeinden des alten Landkreises Rochlitz wechselten
- sieben in den neuen Kreis Chemnitz-Land:

Burgstädt, Hartmannsdorf, Helsdorf, Köthensdorf-Reitzenhain, Mohsdorf, Mühlau und Taura
- sieben in den neuen Kreis Geithain:

Breitenborn, Dölitzsch, Jahnshain, Langenleuba-Oberhain, Obergräfenhain, Rathendorf und Wernsdorf
- vier in den neuen Kreis Glauchau

Dürrengerbisdorf, Kaufungen, Uhlsdorf und Wolkenburg.
- und 13 in den neuen Kreis Hainichen:

Altmittweida, Erlebach, Hermsdorf b. Mittweida, Krumbach b. Mittweida, Lauenhain b. Mittweida, Mittweida, Ottendorf b. Mittweida, Ringethal, Rossau, Seifersbach, Schönborn-Dreiwerden, Tanneberg und Zschöppichen.
Der neue Kreis Rochlitz wurde am 25. Juli 1952 gebildet aus 
- 60 Gemeinden des alten Landkreises Rochlitz:

Aitzendorf, Altgeringswalde, Altzschillen, Arnsdorf b. Penig, Arras, Beedeln, Berthelsdorf, Carsdorf, Chursdorf, Claußnitz, Corba, Cossen, Crossen, Diethensdorf, Döhlen, Elsdorf, Erlau, Frankenau, Geringswalde, Göhren, Göritzhain, Gröbschütz, Hartha, Himmelhartha, Hohenkirchen, Hoyersdorf, Kolkau, Königsfeld, Königshain, Köttwitzsch, Lunzenau, Markersdorf b. Burgstädt, Markersdorf b. Penig, Milkau, Mutzscheroda, Naundorf, Nöbeln, Noßwitz, Penig, Penna, Rochlitz, Rochsburg, Sachsendorf, Schwarzbach, Seelitz, Seitenhain, Spernsdorf, Stein im Chemnitztal, Steudten, Tauscha, Thalheim, Thierbach, Topfseifersdorf, Wechselburg, Weiditz, Wiederau, Winkeln, Zettlitz, Zetteritz und Zschoppelshain,
- 10 Gemeinden aus dem alten Landkreis Grimma:

Erlbach, Hausdorf, Kaltenborn, Koltzschen, Kralapp, Lastau, Leupahn, Leutenhain, Rüx und Schweikershain sowie
- den Gemeinden Holzhausen und Langenau aus dem alten Landkreis Döbeln.

Bei der nachträglichen Korrektur der neuen Kreiseinteilung am 4. Dezember 1952 wurden die Gemeinden Claußnitz, Diethensdorf und Markersdorf b. Burgstädt in den Kreis Chemnitz-Land umgegliedert. Der Kreis Rochlitz umfasste damit 70 Gemeinden auf einer Fläche von 311 km² und wurde dem neuen Bezirk Karl-Marx-Stadt (ab 1953: Bezirk Karl-Marx-Stadt) zugeordnet. Seit 1838 war die Amtshauptmannschaft bzw. der Landkreis der Kreisdirektion, später Kreishauptmannschaft bzw. dem Regierungsbezirk Leipzig untergeordnet.
Am 17. Mai 1990 wurde der Kreis Rochlitz in Landkreis Rochlitz umbenannt.
Von der Gründung 1952 bis zu seiner Auflösung am 31. Juli 1994 gab es im Kreis Rochlitz folgende Gemeindegebietsänderungen:
- 20. Juni 1957 – Eingliederung von Leupahn in Leutenhain
- 20. Juni 1957 – Eingliederung von Carsdorf in Mutzscheroda
- 1. März 1963 – Eingliederung von Naundorf in Milkau
- 1. März 1963 – Eingliederung von Winkeln in Zschoppelshain
- 1. Juli 1964 – Eingliederung von Markersdorf in Thierbach
- 1. Juli 1964 – Eingliederung von Kralapp und Rüx in Zettlitz
- 1. Juli 1965 – Eingliederung von Beedeln in Kolkau
- 1. Juli 1965 – Eingliederung von Weiditz in Schwarzbach
- 1. Juli 1965 – Umgliederung des Ortsteils Hermsdorf von Aitzendorf nach Zettlitz
- 1. Juli 1967 – Eingliederung von Hohenkirchen in die Stadt Lunzenau
- 1. Mai 1967 – Eingliederung von Altzschillen in Wechselburg
- 1. Januar 1969 – Eingliederung von Hartha in Nöbeln
- 1. März 1969 – Eingliederung von Döhlen in Seelitz
- 1. September 1969 – Eingliederung von Kaltenborn in Hausdorf
- 6. April 1972 – Eingliederung von Seitenhain in Nöbeln
- 1. Juli 1973 – Eingliederung von Koltzschen in Hausdorf
- 1. Januar 1974 – Eingliederung von Thalheim in Frankenau
- 1. März 1974 – Eingliederung von Hoyersdorf in Holzhausen
- 1. März 1974 – Eingliederung von Gröbschütz in Seelitz
- 1. April 1974 – Eingliederung von Corba in Göhren
- 1. Januar 1989 – Eingliederung von Hartha in Nöbeln
- 1. April 1993 – Eingliederung von Kolkau in Seelitz
- 1. April 1993 – Eingliederung von Spernsdorf in Seelitz
- 1. Januar 1994 – Eingliederung von Altgeringswalde in die Stadt Geringswalde
- 1. Januar 1994 – Eingliederung von Köttwitzsch und Schwarzbach in Königsfeld
- 1. Januar 1994 – Eingliederung von Berthelsdorf, Cossen, Elsdorf, Göritzhain und Rochsburg in die Stadt Lunzenau
- 1. Januar 1994 – Eingliederung von Sachsendorf in Milkau
- 1. Januar 1994 – Eingliederung von Arnsdorf b. Penig in die Stadt Penig
- 1. Januar 1994 – Eingliederung von Noßwitz und Penna in Stadt Rochlitz
- 1. Januar 1994 – Eingliederung von Steudten und Zetteritz in Seelitz
- 1. Januar 1994 – Eingliederung von Göhren, Mutzscheroda, Nöbeln und Zschoppelshain in Wechselburg
- 1. Januar 1994 – Umgliederung des Ortsteils Winkeln von Zschoppelshain nach Seelitz
- 1. Januar 1994 – Umgliederung des Ortsteils Zaßnitz von Steudten in die Stadt Rochlitz
- 1. Januar 1994 – Zusammenschluss von Königshain, Wiederau und Topfseifersdorf zu Königshain-Wiederau
- 1. März 1994 – Eingliederung von Beerwalde (Kreis Hainichen), Crossen und Schweikershain in Erlau
- 1. März 1994 – Eingliederung von Diethensdorf und Markersdorf b. Burgstädt in Claußnitz
- 1. März 1994 – Eingliederung von Leutenhain in Königsfeld

Am 1. August 1994 erfolgte die Zusammenlegung mit dem Landkreis Hainichen und Teilen des Landkreises Chemnitzer Land sowie kleineren Teilen des Landkreises Flöha zum Landkreis Mittweida. Lediglich die Gemeinden Erlbach, Hausdorf und Lastau wechselten zum Muldentalkreis.

### Einwohnerentwicklung
| Jahr       | Einwohner |
| ---------- | --------- |
| 31.12.1955 | 62.300    |
| 31.12.1960 | 59.743    |
| 31.12.1975 | 54.634    |
| 31.12.1990 | 47.695    |
| 31.12.1991 | 46.811    |

## Verkehr

### Straßenverkehr
Der Kreis Rochlitz wurde durch drei Fernverkehrsstraßen (heute Bundesstraßen) geprägt. Dabei trafen sich die F 7, F 107 und die F 175 alle in der Kreisstadt Rochlitz. Während die F 7 Rochlitz mit der Kreisstadt Geithain verband, gewährte die F 107 eine Anbindung an die Bezirksstadt Karl-Marx-Stadt bzw. nach Colditz. Die F 175, die sich nordwestlich von Penig mit der F 95 kreuzte, gewährleistete eine Verkehrsanbindung an die Kreisstadt aus den Räumen Lunzenau und Penig bzw. Geringswalde. Weitere überregionale Bedeutung hatten die Kreisstraßen zwischen Geringswalde bzw. Rochlitz und Mittweida.
Für den öffentlichen Nahverkehr auf der Straße war im Kreis Rochlitz der VEB Kraftverkehr Mittweida zuständig.

### Schienenverkehr
Der Kreis Rochlitz wies ein gut ausgebautes Schienennetz auf. Alle vier Städte besaßen Bahnhöfe. Der Bahnhof Rochlitz hatte dabei die Funktion eines Nebenbahnknotens. Wie die nachfolgende Tabelle illustriert, war er Start- und Zielpunkt von vier Bahnlinien. Das Bahnhofsgelände wies dementsprechend auch einen Lokschuppen, eine Drehscheibe sowie einen Güterabfertigungsbereich auf. Weiterhin besaß der Bahnhof Wechselburg eine größere Bedeutung als Schnittpunkt der Chemnitztal- mit der Muldentalbahn. Folgende Strecken führten durch das Kreisgebiet:
| Bahnverbindung                         | Haltepunkte im Kreis Rochlitz                                                                    |
| -------------------------------------- | ------------------------------------------------------------------------------------------------ |
| Glauchau–Großbothen (Muldentalbahn)    | Thierbach-Zinnberg, Penig, Amerika, Rochsburg, Lunzenau, Wechselburg, Steudten, Rochlitz, Lastau |
| Wechselburg–Küchwald (Chemnitztalbahn) | Rochlitz, Wechselburg, Göritzhain, Stein im Chemnitztal                                          |
| Neukieritzsch–Karl-Marx-Stadt          | Köttwitzsch, Cossen b. Burgstädt                                                                 |
| Waldheim–Rochlitz                      | Rochlitz, Döhlen, Obstmühle, Arras, Geringswalde                                                 |
| Riesa–Karl-Marx-Stadt                  | Schweikershain, Erlau                                                                            |
| Rochlitz–Narsdorf–Penig                | Rochlitz, Köttwitzsch, Penig                                                                     |

### Bevölkerungsdaten
Bevölkerungsübersicht aller 49 Gemeinden des Kreises, die 1990 in das wiedergegründete Land Sachsen kamen.
| AGS      | Gemeinde             | Einwohner | Einwohner  | Fläche (ha) |
| AGS      | Gemeinde             | 3.10.1990 | 31.12.1990 | 31.12.1990  |
| 14048010 | Aitzendorf           | 360       | 360        | 391         |
| 14048020 | Altgeringswalde      | 461       | 461        | 581         |
| 14048030 | Arnsdorf b. Penig    | 459       | 454        | 394         |
| 14048040 | Arras                | 235       | 236        | 536         |
| 14048050 | Berthelsdorf         | 387       | 383        | 183         |
| 14048060 | Chursdorf            | 543       | 536        | 645         |
| 14048080 | Cossen               | 265       | 260        | 211         |
| 14048090 | Crossen              | 551       | 551        | 902         |
| 14048110 | Elsdorf              | 590       | 591        | 841         |
| 14048120 | Erlau                | 1 116     | 1 107      | 930         |
| 14048130 | Erlbach              | 613       | 601        | 793         |
| 14048140 | Frankenau            | 933       | 926        | 1 269       |
| 14048150 | Geringswalde, Stadt  | 4 680     | 4 631      | 1 121       |
| 14048160 | Göhren               | 192       | 189        | 410         |
| 14048170 | Göritzhain           | 808       | 805        | 497         |
| 14048200 | Hausdorf             | 1 127     | 1 105      | 963         |
| 14048210 | Himmelhartha         | 48        | 48         | 116         |
| 14048220 | Holzhausen           | 469       | 466        | 365         |
| 14048250 | Königsfeld           | 784       | 781        | 1 172       |
| 14048260 | Königshain           | 1 095     | 1 090      | 1 378       |
| 14048270 | Köttwitzsch          | 233       | 235        | 356         |
| 14048280 | Kolkau               | 331       | 326        | 485         |
| 14048300 | Langenau             | 189       | 191        | 227         |
| 14048310 | Lastau               | 286       | 285        | 413         |
| 14048320 | Leutenhain           | 290       | 294        | 457         |
| 14048330 | Lunzenau, Stadt      | 3 727     | 3 689      | 675         |
| 14048340 | Milkau               | 1 106     | 1 094      | 811         |
| 14048350 | Mutzscheroda         | 247       | 246        | 364         |
| 14048360 | Nöbeln               | 592       | 589        | 927         |
| 14048370 | Noßwitz              | 340       | 339        | 815         |
| 14048380 | Penig, Stadt         | 7 704     | 7 629      | 1 053       |
| 14048390 | Penna                | 180       | 178        | 351         |
| 14048400 | Rochlitz, Stadt      | 7 622     | 7 538      | 632         |
| 14048410 | Rochsburg            | 545       | 549        | 284         |
| 14048420 | Sachsendorf          | 164       | 163        | 409         |
| 14048430 | Schwarzbach          | 462       | 457        | 844         |
| 14048440 | Schweikershain       | 633       | 631        | 477         |
| 14048450 | Seelitz              | 840       | 850        | 1 023       |
| 14048470 | Spernsdorf           | 184       | 180        | 396         |
| 14048480 | Stein im Chemnitztal | 579       | 575        | 368         |
| 14048490 | Steudten             | 514       | 513        | 710         |
| 14048500 | Tauscha              | 619       | 619        | 385         |
| 14048520 | Thierbach            | 550       | 554        | 582         |
| 14048530 | Topfseifersdorf      | 375       | 372        | 459         |
| 14048540 | Wechselburg          | 1 222     | 1 191      | 589         |
| 14048550 | Wiederau             | 1 158     | 1 148      | 884         |
| 14048560 | Zetteritz            | 338       | 332        | 404         |
| 14048570 | Zettlitz             | 1 110     | 1 104      | 1 564       |
| 14048580 | Zschoppelshain       | 244       | 243        | 415         |
| 14048000 | Landkreis Rochlitz   | 48 100    | 47 695     | 31 053      |

## Kfz-Kennzeichen
Den Kraftfahrzeugen (mit Ausnahme der Motorräder) und Anhängern wurden von etwa 1974 bis Ende 1990 dreibuchstabige Unterscheidungszeichen, die mit dem Buchstabenpaar TT begannen, zugewiesen. Die letzte für Motorräder genutzte Kennzeichenserie war XK 68-01 bis XK 73-00.
Anfang 1991 erhielt der Landkreis das Unterscheidungszeichen RL. Es wurde bis zum 31. Juli 1994 ausgegeben. Seit dem 9. November 2012 ist es im Landkreis Mittelsachsen erhältlich.